# Ridvan Balci
Ridvan Balci (* 29. September 1993 in Gelsenkirchen, Deutschland) ist ein türkisch-deutscher ehemaliger Fußballspieler auf einer Mittelfeldposition.

## Karriere

### Vereine
Balci begann mit dem Fußballspielen im Jahr 2000 in seiner Geburtsstadt bei der DJK Blau-Weiß Gelsenkirchen. Von 2002 bis 2006 spielte er bei der DJK Westfalia 04 Gelsenkirchen und ging anschließend zu Rot-Weiss Essen. 2010 wechselte er in die Knappenschmiede des FC Schalke 04, mit dem er in der Saison 2011/12 die deutsche A-Junioren-Meisterschaft gewann. Nach Ende seiner A-Jugend-Zeit kam er am 14. April 2012 bei der 1:2-Niederlage im Heimspiel gegen den SC Verl zu seinem einzigen Einsatz für die zweite Mannschaft der Schalker in der Regionalliga West. Zur Saison 2012/13 wechselte Balci zu Borussia Mönchengladbach, für dessen zweite Mannschaft er ebenfalls in der Regionalliga West spielte. Seit Juli 2013 steht Balci beim VfL Bochum unter Vertrag. Auch dort kommt er zumeist für die zweite Mannschaft in der Regionalliga West zum Einsatz. Am 18. April 2015 war er erstmals für die erste Mannschaft im Einsatz und debütierte bei der 1:2-Niederlage beim TSV 1860 München in der 2. Bundesliga.
Nachdem sein Vertrag in Bochum ausgelaufen war, schloss er sich zur Saison 2015/16 dem Oberligisten Schwarz-Weiß Essen an. Nach der Hinrunde, in der er zu zehn Einsätzen mit vier Torerfolgen gekommen war, wechselte Balci zum Regionalligisten TuS Erndtebrück. In der Saison 2016/17 spielte er für die zweite Mannschaft von Fortuna Düsseldorf. Im Juli 2017 wechselte Balci zum Sechstligisten TSV Meerbusch, mit dem er in der Saison den Aufstieg in die Oberliga schaffte. Im Januar 2020 wurde Balci vom FSV Duisburg verpflichtet, im Juli 2020 zog er zur DJK TuS Hordel weiter.

### Nationalmannschaft
Balci kam für die U17-Nationalmannschaft des türkischen Fußballverbands 13-mal zum Einsatz.

## Erfolge
FC Schalke 04
- Deutscher A-Junioren-Meister: 2012